# Берлинский фонограмархив
Берлинский фонограмархив (нем. Berliner Phonogramm-Archiv) — архив записей традиционной музыки со всего мира. Фонограмархив является частью берлинского Этнологического музея. Записи собираются с 1900 года. На 2000 год архив насчитывал около 150 000 единиц хранения. Часть архива — записи на восковых валиках (фонографических цилиндрах) 1893—1952 годов — в 1999 году были включены ЮНЕСКО в реестр «Память мира».

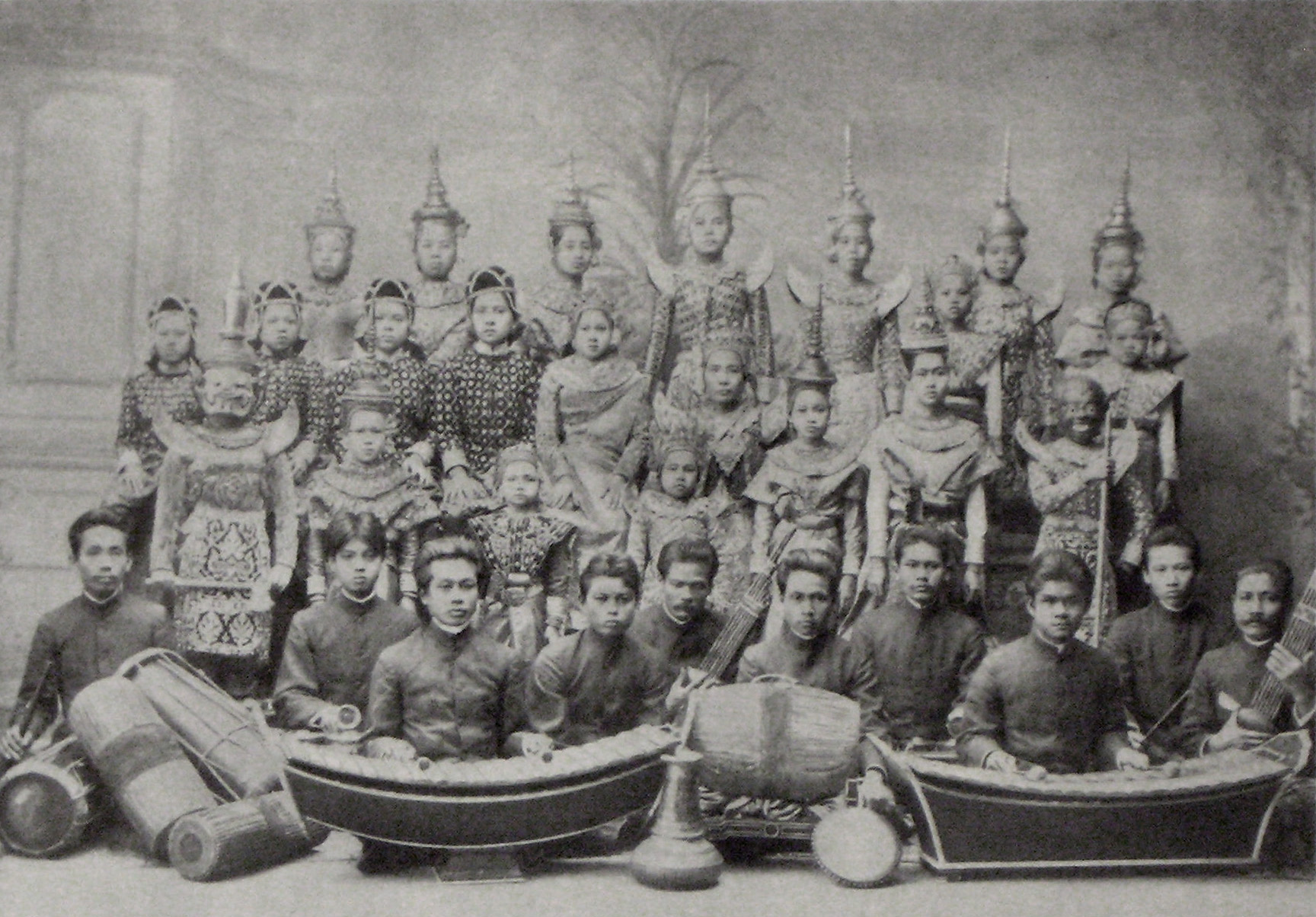
Фотография придворной театральной труппы из Бангкока, выступавшей в Берлине в 1900 году.

## История

### 1900—1944
История архива начинается в сентябре 1900 года, когда психолог Карл Штумпф и врач Отто Абрахам записывают на фонографе выступление музыкантов придворного музыкального театра из Сиама, гастролировавшего в Берлине. Карл Штумпф был в то время директором Института психологии берлинского Университета Фридриха Вильгельма, поэтому изначально коллекция
располагалась в помещениях института в Городском дворце. В 1904 архив официально становится частью института, его первым директором назначается Э. М. фон Хорнбостель, ученик и коллега Штумпфа. Хорнбостель занимал пост директора архива с 1905 по 1933 год. Это время было весьма плодотворным для архива. Архив активно пополнялся новыми записями, было налажено сотрудничество с фольклористами из Музея Этнографии, учёными, привозившими записи из многочисленных экспедиций (см. подробнее раздел Коллекция). Вёлся обмен записями с фонограмархивами и коллекционерами других стран, копирование восковых валиков (с помощью создания медной матрицы), расшифровка и публикация полученных материалов.
Публиковались транскрипции записей, работы по музыковедению акустике, музыкальной психологии (Э. М. фон Хорнбостеля, Карла Штумпфа, Курта Закса и многих других). Изучение материалов фонограмархива положило начало новой области музыковедения — сравнительному музыковедению.
Во время Первой мировой войны архив участвовал в записи военнопленных в военных лагерях (см. подробнее раздел Коллекция).
Архив был частью Института психологии вплоть до выхода Штумпфа на пенсию в 1922 году. Затем он становится
частью Берлинской высшей школы музыки. В 1933, с приходом к власти нацистов, Хорнбостель в связи со своим еврейским происхождением снят с должности и вынужден уехать из Германии. Директором архива назначен Мариус Шнайдер, один из учеников и ассистентов Хорнбостеля; сам архив переводится в Музей народоведения в Берлин-Далеме.

### 1944—1991
В 1944 году бо́льшая часть архива была эвакуирована из Берлина в силезские рудники. Оттуда после прихода советской армии архив был отправлен в Советский Союз среди других военных трофеев. При этом относившаяся к архиву документация осталась в берлинском Музее народоведения и после раздела Германии оказалась на территории Западного Берлина.

#### Ленинград и Восточный Берлин
Трофейный архив прибыл в Ленинград, в отделение Института этнографии Академии наук СССР из Москвы в 1948 году. В 1949 ящики с валиками были открыты и специальный комитет под руководством музыковеда-фольклориста Е. В. Гиппиуса приступил к изучению архива. Согласно их данным, к ним поступило 14 478 предметов — валиков, медных матриц и шеллаковых пластинок (не считая 47 валиков и 241 пластинки, оказавшихся сломанными).
Вплоть до 1958 года судьба архива оставалась нерешённой: его пытались приписать к тем или иным научным
учреждениям (Институту этнографии, Институту мировой литературы, Пушкинскому Дому). В
Ленинграде не было необходимых условий для хранения и изучения архива, кроме того, учёные не располагали необходимыми для работы с архивом сведениями — оставшимися в Берлине подробными «журналами» для каждой записи.
17 июня 1958 принято решение Правительства, а 30 июня выходит приказ Президиума Академии наук СССР о передаче ГДР вывезенных из Германии культурных ценностей, находящихся в фондах Академии. Валики (позитивы) в срочном порядке копируются, так как передача должна состояться уже в ноябре 1958. Архив Юлия Блока (176 валиков) — «собрание уникальных звуковых документов русской культуры конца XIX — начала XX веков» — решено оставить в Пушкинском доме (см. ниже архив Юлия Блока).
В 1959 архив попадает в Академию наук в Восточном Берлине. С 1966 по 1970 более 4000
валиков удаётся переправить через Стену в Западный Берлин, копировать и вернуть обратно. Однако в 1970 этот
процесс был прерван властями Восточного Берлина, архив опечатан.

#### Западный Берлин
В Западном Берлине, в Музее народоведения, новый директор музея Курт Рейнхард предпринимает попытку восстановить архив по сохранившимся документам. Он обращается с просьбой к другим музеям, организациям, коллекционерам, и таким образом восстанавливает малую часть коллекции на фонографических валиках. Недостающие записи восстанавливаются на плёнке. Официально архив был открыт в 1952 году и составил вместе с собранной к тому моменту коллекцией музыкальных инструментов Отдел музыкальной этнологии Музея народоведения.

### После 1991
В 1991 году историческая коллекция и восстановленный архив объединяются.
В 1998 был начат проект по переводу записей с восковых цилиндров и негативов на аудиокассеты в формате
DAT (на 2004 год были оцифрованы 188 (из 350) коллекций, около 7000 валиков).
В 1999 году записи на фонографических цилиндрах Берлинского фонограмархива включены ЮНЕСКО в реестр «Память мира». В следующем году в Музее этнографии была проведена международная конференция, посвящённая столетию архива
В начале 2000-х была найдена ещё одна часть архива, считавшаяся на Западе пропавшей в годы войны — собрание записей Юлия Блока.
По состоянию на 2012 год архив является частью Отдела музыкальной этнологии берлинского Этнологического музея. При участии архива, в музее проводятся выставки и мультимедиа-инсталляции, посвящённые различным музыкальным культурам мира, учёным-собирателям и технике звукозаписи (например,  (недоступная ссылка),  (недоступная ссылка) — анонсы выставок на сайте Государственных музеев Берлина, на немецком языке).

## Коллекция

### Значение коллекции
Историческая и современная коллекции архива представляют научный интерес для этнографов, музыковедов и других исследователей. Собрание Берлинского фонограмархива — ценный источник сведений по истории музыки и танца, коллекции архива отразили изменение культурных традиций на протяжении столетия. На сегодняшний день это одно из самых полных собраний традиционной музыки, которое постоянно пополняется новыми записями (в том числе видеозаписями).
Многие записи из коллекции фонограмархива зафиксировали сильно изменившиеся или исчезнувшие ныне культурные традиции (например, записи исчезнувших аборигенов Огненной Земли, сделанные в 1923 миссионером и антропологом Мартином Гузинде). Поэтому сохранившаяся в архиве музыка востребована в тех странах, где когда-то была записана, а сегодня сохранилась лишь фрагментарно — копии записей передавались архивом в соответствующие учреждения Аргентины, Камеруна, Папуа Новой Гвинеи, Японии, Судана и других стран. Существуют примеры, когда записи архива использовали для восстановления более или менее утраченных традиций танца и музыки (придворная музыка Фумбана в Камеруне и Буганды).
Исследования образцов музыки, привезённых со всего света, положили начало сравнительному музыковедению
(нем. vergleichende Musikwissenschaft, англ. comparative musicology), ставшему основой современной музыкальной этнографии, а круг учёных, работавших с архивом, стал впоследствии называться Берлинской школой сравнительного музыковедения.

### Состав коллекции
Собрание 1893—1954 гг насчитывает около 30 000 валиков и разделено на 350 коллекций. Бо́льшая часть ранних записей (1900—1914) была сделана в бывших немецких колониях в Африке и Тихом океане, поэтому 30 % от числа всех валиков записаны в Африке, 20 % в Азии, 20 % в Америке, 12 % в Австралии и Океании, 10,4 % в Европе, 7,6 % относятся к межрегиональным коллекциям. Некоторые коллекции также содержат фотографии.
Первые из записей архива — записи гастролировавших в Берлине музыкантов: сиамского оркестра в 1900, японской театральной труппы Каваками и играющей на кото Садаякко в 1901, а также музыкантов — индейцев хопи в 1906.
Затем коллекция стала пополняться полевыми записями. Э. М. фон Хорнбостелю удалось
привлечь к сотрудничеству учёных — этнографов и антропологов — из берлинского Музея народоведения. Отправляясь в экспедицию, они получали в архиве фонограф, необходимое оборудование, чистые валики и пустые карточки для заполнения в них определённой информации о записи (место, время, информант, характер записи и т. п.). По окончании экспедиции, оборудование возвращалось архиву. С валиков в архиве делался гальванопластический «негатив», а с него — копии для архива и сделавшего запись собирателя.
Впоследствии, подобным образом записи для архива собирались не только участниками официальных экспедиций.
Собирателями становились антропологи, этнографы, композиторы, лингвисты, колониальные чиновники, миссионеры, врачи. Кроме того, в архив присылали и более ранние записи, сделанные до 1900 года (например, коллекции Франца Боаса (индейцы квакиутл, 1893) и Чарльза Майерса (Торресов пролив, 1898).
В исторической части архива есть записи из экспедиций Лео Фробениуса (Конго, 1906), Феликса Лушана (Южная Африка, 1905; Турция, Сирия, 1902), Мартина Гузинде (Огненная Земля, 1923), а также самого Хорнбостеля (индейцы пауни, 1906). Также в этой части архива есть записи из экспедиций по Сибири (Ernst Rudel, 1912), Российской Империи (Robert Pelissier (Роберт Пелисье),1911), Литве и Украине (Э. А. Вольтер, 1908), Эстонии и Советскому Союзу (Эльза Малер, 1937). (Коллекции архива описаны в работе Сюзанны Циглер Die Wachszylinder des Berliner Phonogramm-Archivs, Staatliche Museen, Berlin, 2006, ISBN 3-88609-527-4, также см. подробнее о составе коллекции:)
Архив осуществлял копирование и обмен записями с другими архивами и собирателями из Австрии (Венский фонограмархив), США, России, Дании, Голландии, Великобритании, Польши. Так, в архиве хранится письмо композитора и собирателя музыкального фольклора Белы Бартока к Э. М. фон Хорнбостелю с вопросом о возможности копирования записей из Этнографического музея в Будапеште (письмо приведено в статье Курта Рейнхарда:. Также см., например, описание сотрудничества с архивом литовского исследователя Э. Вольтера в работе А. Андронова:)
Во время Первой мировой войны поступление в архив новых записей из экспедиций и других архивов было прервано. По инициативе Вильгельма Дёгена (создателя Берлинского звукового архива, филолога и педагога), было получено разрешение военного ведомства на проведение записей в лагерях для военнопленных. Организация записей была возложена на Королевскую Прусскую Фонографическую комиссию, которую возглавил Карл Штумпф (также лично принимавший участие в записях). С 1915 по 1918 годы были записаны около 2000 информантов из 35 военных лагерей на территории Германии — в том числе, военнопленные из Российской империи.
Кроме того, в архиве хранятся экспериментальные записи, сделанные в лаборатории Карла Штумпфа при Институте психологии и относящиеся к исследованиям в области психологии музыкального восприятия. (Записи из коллекции экспериментальных цилиндров в Виртуальной лаборатории Института истории науки Общества Макса Планка:  Архивная копия от 15 апреля 2012 на Wayback Machine).

### Архив Юлия Блока
В начале 2000-х была найдена ещё одна часть архива, считавшаяся на Западе пропавшей в годы войны — собрание записей Юлия (Юлиуса) Блока. Это собрание фонографических цилиндров хранится в Фонограмархиве Института русской литературы (Пушкинского дома) в Санкт-Петербурге. Записи 1890—1934 годов и документы из архива Юлия Блока после его смерти в 1934 были переданы в фонограмархивы Варшавы и Берлина. Среди них есть записи музыки в исполнении Сергея Танеева, Антона Аренского, Павла Пабста, Джозефа Хофманна, Яши Хейфеца, записи голоса Льва Толстого и, возможно, П. И. Чайковского и Антона Рубинштейна. Записи из этого собрания были выпущены в 2008 на CD фирмой Марстон Рекордс.

### Виды звуковых носителей
Сегодня в архиве содержатся записи на фоноваликах, плёнке, пластинках (начиная с шеллаковых пластинок
заканчивая виниловыми), кассетах, дисках, видеозаписи, а также записи на цифровых носителях.
Фоновалики
Фонографы продолжали использовать в полевых исследованиях для полевых записей до 50-х годов из-за недостатка
средств для покупки переносных магнитофонов.
На один валик помещалось от 2 до 4 минут записи. Качество записи падало после нескольких прослушиваний, так как звуковая дорожка в мягком воске быстро изнашивалась.
Архивом осуществлялось копирование восковых валиков. Для этого был заключён договор с компанией Presto, делавшей с записанных валиков медные матрицы.
С валика делался «негатив» — медная гальванопластическая копия («гальвано»), представлявшая собой полую болванку с «отпечатавшимися» внутри звуковыми дорожками валика (оригинальный валик при этом, как правило, разрушался, так как его выплавляли из матрицы). В эту болванку заливался чёрный или тёмно-коричневый воск — более твёрдый, чем светлый воск на оригинальном валике, благодаря чему полученная копия была долговечнее оригинала (сейчас делаются копии из специального красного воска). Копии с медных матриц не всегда получались надлежащего качества. С этим столкнулись и учёные, делавшие современные копии со старинных матриц (для последующей оцифровки): медные матрицы деформировались со временем, валик получался неровным, и копию было сложно проигрывать на фонографе.
Шеллаковые пластинки
(см. подробнее: шеллак, шелла́ковые пластинки)

## Музыкальные и мультимедиа издания архива
За время существования архива, было выпущено множество пластинок с музыкой из коллекций архива (см. раздел ссылки). Кроме того, с началом оцифровки исторических записей, выпускались CD-диски с записями из ранних коллекций:
- Music! 100 Years of the Berlin Phonogramm-Archiv. Museum Collection Berlin / Wergo, 4 CDs plus Booklet (284 S.), SM 1701 2, Mainz 2000. («Музыка! Сто лет Берлинскому фонограмархиву» — сто записей разного времени из коллекций архива)
- Walzenaufnahmen aus Peru 1910—1925. Kommentare: Virginia Yep, Bernd Schmelz. Hg. Susanne Ziegler. CD + 80 S. booklet (deutsch/spanisch). BPhA-WA 2, Staatliche Museen zu Berlin 2003. («Записи на восковых валиках из Перу 1910—1925»)
- Walzenaufnahmen japanischer Musik (1901—1913). Kommentar: Ingrid Fritsch. Hg. Artur Simon + Susanne Ziegler. CD + 96 S. booklet (deutsch/englisch). BPhA-WA 1, Staatliche Museen zu Berlin 2003. («Записи японской музыки на восковых валиках (1901—1913)»)
- Theodor Koch-Grünberg — Walzenaufnahmen aus Brasilien 1911—1913. Kommentare: Michael Kraus u. Julio Mendívil. Hg. Lars-Christian Koch & Susanne Ziegler. CD + 104 S. booklet (deutsch/portugies.). BPhA-WA 3, Staatliche Museen zu Berlin 2006. («Theodor Koch-Grünberg — записи на восковых валиках из Бразилии 1911—1913»)
- The Dawn of Recording: The Julius Block Cylinders. 3 CDs, Marston Records 2008. («Рассвет звукозаписи: звуковые валики Юлиуса Блока»)
- Robert Lehmann-Nitsche — Walzenaufnahmen aus Argentinien 1905—1909. Kommentar: Miguel A. Garcia. Hg. Lars-Christian Koch & Susanne Ziegler 2 CDs + 136 S. booklet (deutsch/spanisch). BPhA-WA 4, Staatliche Museen zu Berlin 2009. («Robert Lehmann-Nitsche — записи на восковых валиках из Аргентины 1905—1909»)
- MusikWeltKarte. Der Edison Phonograph und die musikalische Kartographie der Welt. Hg. Ulrich Wegner. CD-ROM. Staatliche Museen zu Berlin 2007. («Музыкальная карта мира. Эдисоновский фонограф и музыкальная картография мира. CD-ROM»)